# Areszt domowy
Areszt domowy (kajutowy)
1. kara dyscyplinarna stosowana wobec oficerów Wojska Polskiego; oficer ukarany zwykłym aresztem domowym (kajutowym) odbywał go w swoim mieszkaniu, a na okręcie w kajucie; opuszczanie mieszkania w czasie odbywania kary – również w celach służbowych oraz przyjmowanie odwiedzin było wzbronione, a złamanie tego zakazu stanowiło swoisty występek zagrożony – poza karą wolnościową – obligatoryjnym wydaleniem z korpusu oficerskiego; kara obostrzonego aresztu domowego (kajutowego) była stosowana wyłącznie względem oficerów młodszych; jej wykonanie (ówcześnie „odcierpienie”) odbywało się w osobnym pokoju, względnie kajucie, przeznaczonej na areszt oficerski[1]; W ludowym Wojsku Polskim, zgodnie z dekretem z 26 czerwca 1945 Wojskowe przepisy dyscyplinarne, karę dyscyplinarną aresztu domowego (kabinowego) stosowano wobec oficerów młodszych (do 21 dni) oraz oficerów sztabowych i generałów (do 14 dni); Wykonanie polegało na zakazie opuszczania przez ukaranego w godzinach wolnych od zajęć służbowych mieszkania (kabiny), przyjmowania odwiedzin, a także przebywania i uczęszczania w kasynie; za każdy dzień aresztu ukaranemu potrącano 50% jego poborów[2]; Wojskowe przepisy dyscyplinarne straciły moc obowiązującą 26 stycznia 1951, z chwią wejścia w życie ustawy z dnia 18 stycznia 1951 o odpowiedzialności żołnierzy za przewinienia dyscyplinarne i za naruszenia honoru i godności żołnierskiej[3]; w latach 60. XX w. areszt domowy (kabinowy) polegał za zakazie opuszczania mieszkania (kabiny) w godzinach wolnych od zajęć służbowych oraz w dni wolne od zajęć, uczęszczania do klubów, kin, teatrów i korzystania z innych rozrywek, przyjmowania wizyt lub urządzania przyjęć; kara mogła być wymierzana zarówno oficerom, jak i chorążym oraz podoficerom zawodowym i nadterminowym, w wymiarze do 21 dni[4];
2. kara orzekana na podstawie art. 38 § 2 kk WP przez sąd wojskowy w stosunku do oficerów zamiast kary zasadniczej aresztu; kara aresztu trwała najmniej jeden miesiąc, najwyżej jeden rok; oficer skazany za karę aresztu domowego w dalszym ciągu pełnił obowiązki służbowe, jednakże okres aresztu domowego nie był zaliczany do okresu służby wojskowej, lecz ciągłości jej nie przerywał; skazanemu potrącano 50% uposażenia na rzecz Skarbu Państwa[5][4];
3. bardziej lub mniej formalnie stosowany środek prawny polegający na pozbawieniu wolności, z tym że pozbawiona wolności osoba przebywa we własnym mieszkaniu (domu) lub miejscu, gdzie warunki nie odbiegają od panujących w domu mieszkalnym (może to być specjalnie przeznaczona do tego celu rezydencja). Osoba pozostająca w areszcie domowym nie może opuszczać miejsca pobytu (lub może to robić pod ścisłą kontrolą), często ma też ograniczone prawo przyjmowania odwiedzin oraz prowadzenia korespondencji[6].

Areszt domowy stosowany jest zarówno jako środek karny, jak i prewencyjny. Jako środek karny stosuje się go w sytuacji, gdy dana osoba z racji np. wieku bądź choroby nie może przebywać w więzieniu. Jako środek prewencyjny stosowany jest często w państwach totalitarnych lub autorytarnych wobec przeciwników politycznych. Metoda ta stosowana jest też w państwach demokratycznych, np. w sytuacji wojny lub stanu wyjątkowego, bądź też dla zabezpieczenia prawidłowego toku postępowania karnego (jako alternatywa aresztu śledczego).
Współcześnie w krajach o rozwiniętej technologii stosuje się odmianę aresztu domowego polegającą na zamocowaniu skazanemu na nodze opaski z czujnikiem elektronicznym pozwalającym ustalić miejsce pobytu. Skazanemu zezwala się na przebywanie w domu oraz np. w pracy, szkole czy miejscu kultu religijnego (zwykle ustala się czas przebywania w określonych miejscach). W sytuacji gdyby skazany oddalił się od wskazanych miejsc – grożą mu surowsze środki karne, zazwyczaj więzienie. Tego rodzaju areszt domowy stosuje się wobec sprawców drobnych, mniej groźnych przestępstw.
W Polsce od 1 września 2009 do 1 lipca 2015 istniała możliwość odbywania kary pozbawienia wolności w systemie dozoru elektronicznego.